# Lycopodiella prostrata
Lycopodiella prostrata är en lummerväxtart som först beskrevs av Roland McMillan Harper, och fick sitt nu gällande namn av Raimond Cranfill. Lycopodiella prostrata ingår i släktet strandlumrar, och familjen lummerväxter. Inga underarter finns listade i Catalogue of Life.